# Zemětřesení v Banja Luce 1969
Zemětřesení v Banja Luce o síle 6 stupňů Richterovy škály se odehrálo dne 27. října 1969 v 9:11 v tehdejším jugoslávském městě Banja Luka (dnes Bosna a Hercegovina). Vyžádalo si ohromné materiální škody ve městě a jeho okolí. O život během otřesů přišlo 15 lidí. Předcházelo mu několik silných otřesů, ke kterým došlo o den dříve. Jedná se o nejsilnější zaznamenané zemětřesení v dějinách města.
Záchranné práce prováděli spontánně jak místní občané, tak i povolané jednotky armády. Povolány byly i zdravotníci ze Záhřebu, Sarajeva a Bělehradu. Ještě v den zemětřesení na místo odcestoval předseda svazové skupštiny Milentije Popović a předseda Svazové výkonné rady (de facto federální vlády) Mitja Ribičič. Josip Broz Tito odcestoval do Banja Luky další den.

## Škody
Zničeno bylo celkem 86 000 bytů, poničeno bylo 266 škol, 146 kulturních objektů, 133 zdravotnických objektů a 152 objektů státní nebo místní správy. Ztráty byly rovněž značné i v ekonomické oblasti; většina průmyslových podniků v oblasti severní Bosny fungovala po několik měsíců se sníženými výrobními kapacitami; některé dokonce zastavily výrobu úplně. Studenti z druhého největšího města Bosny a Hercegoviny museli zahájit školní rok v několika dalších školách v dalších jugoslávských městech. Symbolem zemětřesení se staly dvě budovy; obytný blok "Titanik" na hlavním náměstí, jehož část se zřítila a kde došlo ke ztrátám na životech, a budova banjaluckého gymnázia.
Paradoxní skutečností se stal fakt, že jen o šest let dříve postihlo ničivé zemětřesení makedonskou metropoli Skopje. Díky tomu byly na území republiky Makedonie nainstalovány četné senzory, které měly monitorovat seismickou situaci v zemi a byla uskutečněna početná opatření. Stalo se tak však pouze na území nejjižnější republiky Jugoslávie, a ne ve zbytku země, který je i přesto seismicky aktivní.

## Rekonstrukce

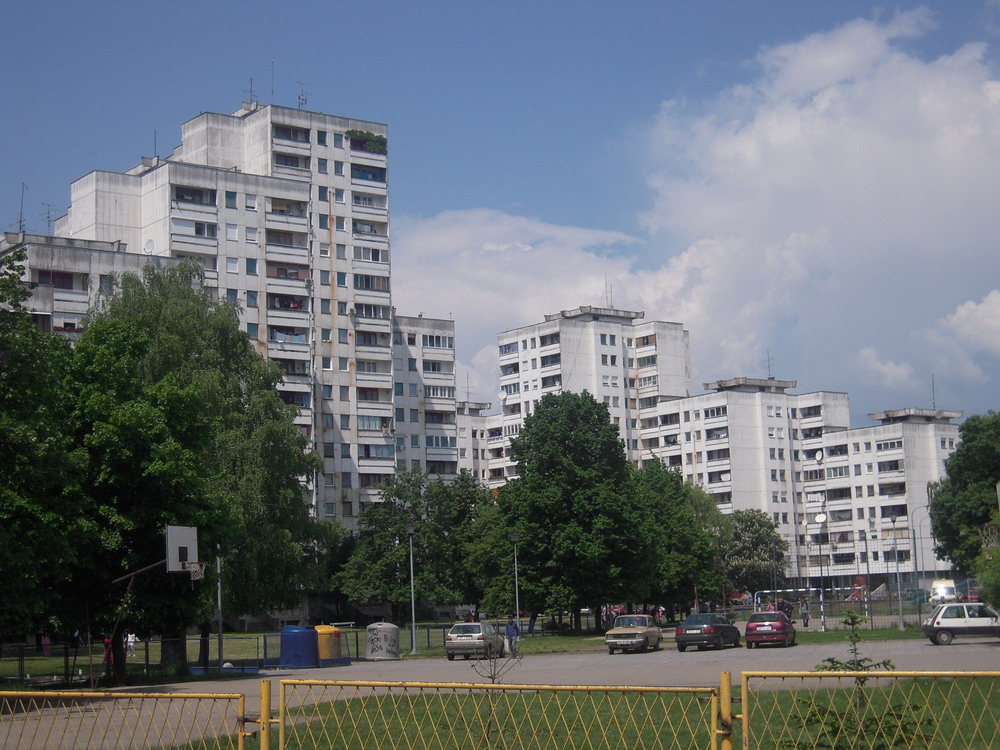
Sídliště Borik vybudované po zemětřesení pro potřeby poničeného města

Rekonstrukce města a jeho okolí byla zahájena rychle. Poničené objekty byly sanovány, zničené objekty rychle odstraněny. S obnovou města pomohla nejen celá Jugoslávie, ale i některé evropské země. Budova gymnázia, která pocházela ještě z časů Rakousko-Uherska, a které se celá polovina zřítila, pomohlo zrekonstruovat město Sarajevo. Bulharská vláda zafinancovala výstavbu nové školy a Nizozemsko pomohlo vybudovat nové obytné čtvrti v Banja Luce. Obyvatelé města, kteří ztratili své bydlení kvůli zemětřesení byli po nějaké době přestěhováni do rozhlehlého sídliště Borik na okraji Banja Luky.
Po zemětřesní byly v Bosně a Hercegovině zpřísněny předpisy pro stavbu nových budov, s cílem snížit riziko zničení staveb během zemětřesení a ztrát na životech. Až do války v 90. letech byly dodržovány.
Do současné doby připomínají datum zemětřesení hodiny na hlavním náměstí v Banja Luce s datem "27 X 1969" a čas 9:11, který stále ukazují.